# Point Samson
Point Samson is een klein kustplaatsje in de regio Pilbara in West-Australië. Het ligt 1.579 kilometer ten noordnoordoosten van Perth, 212 kilometer ten westen van Port Hedland en 38 kilometer ten oosten van Karratha. In 2021 telde Point Samson 249 inwoners tegenover 274 in 2006.

## Geschiedenis
Rond 1900 begon de haven van Cossack te verzanden en werden de schepen groter waardoor de uitvoer van vee bemoeilijkt werd. In 1902-03 bouwde de overheid daarom een aanlegsteiger in dieper water aan Point Samson. De overheid wilde er een regionale haven uitbouwen. De vraag naar kavels op Point Samson steeg maar het opmeten en toekennen ervan werd vertraagd door onenigheid over de impact van de ontwikkeling van Point Samson op Cossack. Uiteindelijk werd Point Samson in 1909 officieel gesticht. De spoorweg tussen Cossack en Roebourn kreeg dat jaar een aftakking naar Point Samson en de locomotiefloods werd van Cossack naar Point Samson verhuisd. De kraan en goederenloods werden in 1910-11 van Cossack naar Point Samson overgebracht.
Point Samson werd vernoemd naar Michael Samson, een man uit een vooraanstaande familie uit Fremantle. Samson maakte deel uit van Walter Padbury's expeditie naar Nickol Bay in 1863. Samson was de tweede in rang op het schip Tien Tsin. Tot april 1918 werd Point Samson verkeerdelijk als Point Sampson gespeld. Na tussenkomst van de weduwe werd dit recht gezet.
In 1925 werd de aanlegsteiger verwoest door een orkaan. Pas in 1938 zou een nieuwe aanlegsteiger gebouwd worden. Vanaf eind jaren 1940 tot in de jaren 1960 werd de aanlegsteiger gebruikt voor de uitvoer van blauwe asbest vanuit Wittenoom. De aanlegsteiger werd ook door Hamersley Iron en Cliffs Robe River Iron Associates, alvorens ze hun eigen havenfaciliteiten ontwikkelden, gebruikt. Tot 1976 bleef de aanlegsteiger in gebruik. In 1989 werd hij door de orkaan Orson gedeeltelijk vernietigd. In 1991 werd hij vanwege zijn slechte staat afgebrand. De Shire of Roebourne liet een herdenkingsbord plaatsen.

## Scheepswrakken
De kotter Tribune verging in de nabijheid van Point Samson in 1881 toen het vee naar de SS Rob Roy vervoerde. In 1888 onderging de kotter May hetzelfde lot toen het balen wol van de kust naar zee bracht. In 1903 tijdens het ontladen van houten peilers voor de bouw van de aanlegsteiger liep de Solveig aan grond en kapseisde. Het schip C.5 verging voor de kust van Point Samson in 1966.

## Toerisme
Point Samson is een populair vakantieoord voor de bevolking van de mijnwerkersstadjes Wickham, Karratha en Dampier. Informatie over onder meer onderstaande trekpleisters kan verkregen worden in het toerismekantoor in Karratha waar de infobalie uit materiaal van de vernietigde aanlegsteiger van Point Samson is gemaakt:
- Honeymoon Cove is een zandstrand beschermd door een koraalriffen.
- De Point Samson Heritage Trail is een wandeling met informatie over de geschiedenis van Point Samson.
- Net als in Honeymoon Cove kan men in Point Samson Beach en John’s Creek zwemmen, snorkelen en vissen.

## Transport
Point Samson wordt door de Point Samson-Roebourne Road verbonden met de North West Coastal Highway.
Net ten westen van Point Samson loopt een van de spoorwegen van Hamersley & Robe River Railway. Er wordt ijzererts naar Port Walcott over vervoerd. Er rijden geen reizigerstreinen.
Er ligt een trailerhelling in het zuiden van het plaatsje.

## Klimaat
Point Samson kent een warm woestijnklimaat, BWh volgens de klimaatclassificatie van Köppen. De gemiddelde jaarlijkse temperatuur bedraagt 25,8 °C en de gemiddelde jaarlijkse neerslag 283 mm.